# FK Baltika Kaliningrad
Maillots
Dernière mise à jour : 12 janvier 2025.
Le Futbolny klub Baltika, plus couramment appelé Baltika Kaliningrad (russe : «Балтика» Калининград), est un club de football russe basé à Kaliningrad fondé en 1954.
Fondé au cours de l'année 1954, le club intègre la deuxième division soviétique à partir de 1957 et évolue par la suite entre le deuxième et le troisième échelon. Après la fin de la période soviétique et la mise en place des championnats russes, il connaît une montée en force au cours des années 1990 et finit par remporter la deuxième division en Championnat de Russie de football de deuxième division 1995 pour accéder à l'élite pour la première fois de son histoire.
Passant trois années à ce niveau, le Baltika se fait notamment remarquer en terminant septième en 1996, lui permettant de prendre part à la Coupe Intertoto en 1998, année de sa relégation. Depuis lors, le club évolue quasi-continuellement au deuxième échelon, malgré deux brèves descentes en 2002 puis 2005. Il finit par retrouver l'élite en 2023.

## Histoire

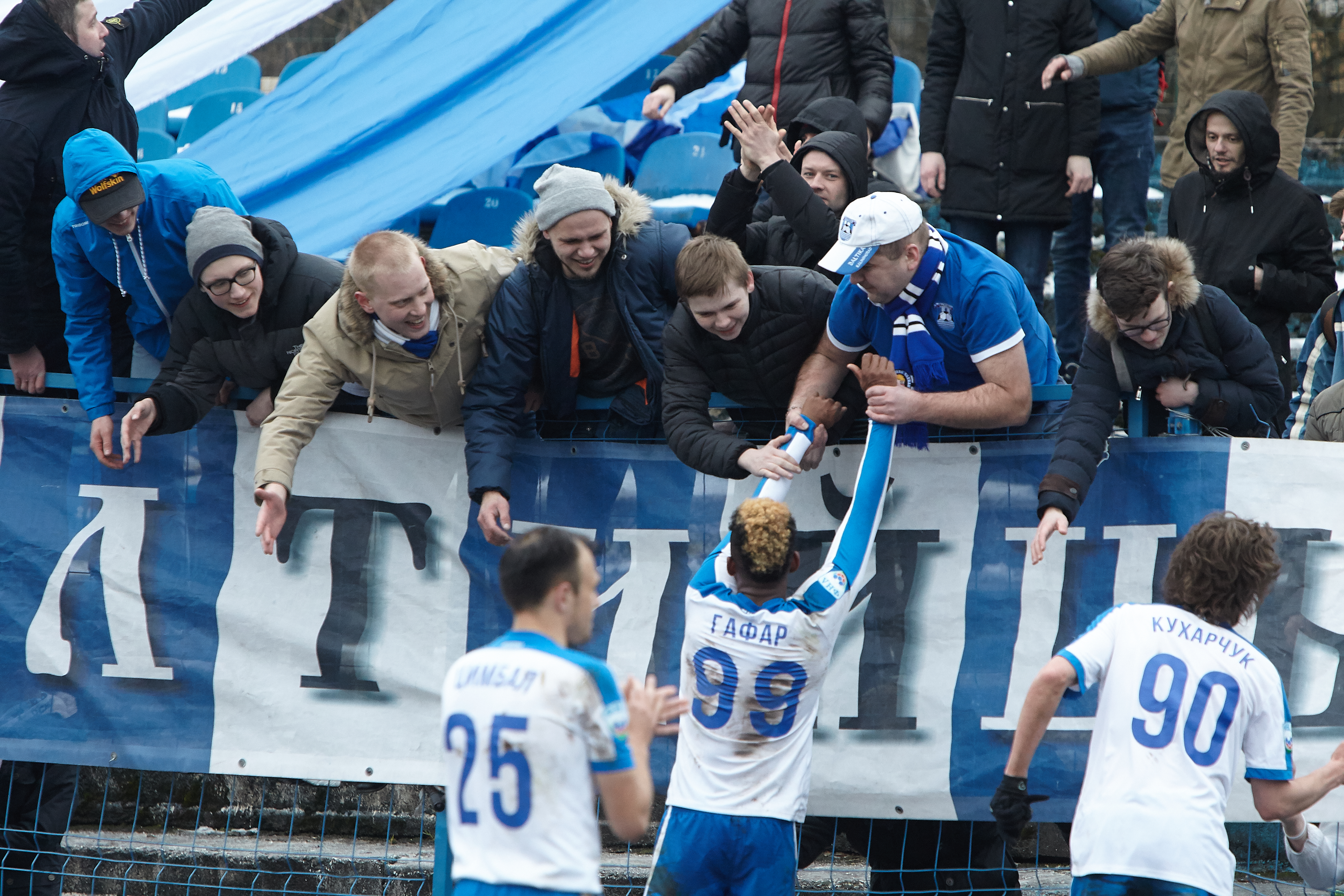
Joueurs et supporters du Baltika en mars 2017.

Selon les sources, la date de fondation du club est fixée soit au 23 août soit au 22 décembre 1954 sous le nom Pichtchevik. L'équipe intègre la deuxième division soviétique en 1957 avant de prendre nom nom actuel Baltika l'année suivante. Il évolue par la suite au deuxième niveau jusqu'à sa relégation en troisième division en 1971, où il reste jusqu'à la dissolution de l'Union soviétique en 1991.
Intégrant le nouveau championnat russe au troisième échelon l'année suivante, le club est immédiatement promu en deuxième division en 1993 après avoir remporté la zone 4. Terminant troisième à l'issue de la première saison, et n'échouant à la promotion face au Rostselmach Rostov qu'au nombre de victoires, le Baltika domine par la suite largement le championnat 1995, inscrivant 92 points en quarante-deux et marquant une avance de treize points sur son dauphin le Lada Togliatti, et accède pour la première fois de son histoire à une division d'élite en 1996.
Pour sa première saison, le club se maintient aisément en atteignant la septième place. Il termine ensuite neuvième en 1997 et se qualifie pour la Coupe Intertoto où il atteint le troisième tour avant d'être éliminé par le Vojvodina Novi Sad. La saison 1998 voit le financement du Baltika être réduit drastiquement du fait de la crise financière, qui connaît une saison très difficile qui débouche sur une quinzième place synonyme de relégation en deuxième division.
Après une cinquième place lors de son retour au deuxième échelon, le club tombe progressivement au classement jusqu'à sa relégation en 2001. Il fait directement son retour dès l'année suivante en remportant le groupe Ouest. Un scénario similaire se produit en 2004 qui voit le club retomber avant de remonter immédiatement. Par la suite l'équipe se stabilise en milieu de tableau, terminant généralement loin des places de promotion malgré des cinquièmes places en 2013 et en 2018.
Le club adopte, à l'aube de la saison 2018-2019, un nouveau logo « modernisé » à la suite d'un sondage effectué auprès de ses fans, et ce en dépit d'une grande partie d'entre eux se prononçant pour un maintien du logo d'alors en vigueur depuis 2005,. Pendant ce temps, l'entraîneur Igor Tcherevtchenko est remplacé par Valeri Nepomniachi lors de la pré-saison, tandis que les dirigeants ambitionnent une montée dans l'élite. L'exercice s'avère finalement extrêmement compliqué, avec un mauvais début de saison qui voit le Baltika stagner dans les dernières places du classement tandis que Nepomniachi est remplacé par Igor Lediakhov dès la mi-septembre, qui est lui-même remplacé par Ievgueni Kalechine au mois de janvier 2019. Malgré cela, l'équipe ne parvient pas à sortir de la zone de relégation et termine finalement seizième et relégable en fin de saison. Cette relégation est cependant vite annulée quelques jours plus tard à la suite de la non-promotion du Sakhaline Ioujno-Sakhalinsk, vainqueur du groupe Est de la troisième division, qui amène au repêchage du club. Le logo du club est par ailleurs changé à nouveau pour l'exercice 2019-2020, un vote des supporters aboutissant au retour à l'ancien logo.

## Bilan sportif

### Palmarès
| Période russe | Période soviétique |
| - Championnat de Russie - Septième : 1996. - Coupe de Russie - Finaliste : 2024. - Championnat de Russie de deuxième division (2) - Champion : 1995 et 2025 - Championnat de Russie de troisième division - Vainqueur de groupe : 1992, 2002 et 2005. | - Coupe d'Union soviétique - Trente-deuxièmes de finale : 1961 et 1988. - Championnat d'Union soviétique de deuxième division - Deuxième : 1959. - Championnat d'Union soviétique de troisième division - Vainqueur de groupe : 1984. |

### Classements en championnat
La frise ci-dessous résume les classements successifs du club en championnat d'Union soviétique.
La frise ci-dessous résume les classements successifs du club en championnat de Russie.

### Bilan par saison
Légende
- Promotion en division supérieure
- Relégation en division inférieure

#### Période soviétique
| Saison | Championnat | Championnat | Championnat | Championnat | Championnat | Championnat | Championnat | Championnat | Championnat | Championnat | Coupe d'URSS          |
| Saison | Division    | Pos         | Pts         | J           | V           | N           | D           | BP          | BC          | Diff        | Coupe d'URSS          |
| ------ | ----------- | ----------- | ----------- | ----------- | ----------- | ----------- | ----------- | ----------- | ----------- | ----------- | --------------------- |
| 1957   | 2e Zone 2   | 14e         | 27          | 34          | 9           | 9           | 16          | 35          | 57          | -22         | Finale Q              |
| 1958   | 2e Zone 3   | 15e         | 20          | 30          | 5           | 10          | 15          | 29          | 46          | -17         | Huitièmes de finale Q |
| 1959   | 2e Zone 4   | 2e          | 40          | 28          | 17          | 6           | 5           | 58          | 27          | +31         | —                     |
| 1960   | 2e Russie 1 | 7e          | 30          | 30          | 12          | 6           | 12          | 60          | 37          | +23         | Demi-finales Q        |
| 1961   | 2e Russie 2 | 2e          | 32          | 24          | 13          | 6           | 5           | 41          | 25          | +16         | 32es de finale        |
| 1962   | 2e Russie 2 | 6e          | 33          | 30          | 10          | 13          | 7           | 31          | 25          | +6          | Demi-finales Q        |
| 1963   | 3e Russie 2 | 4e          | 39          | 32          | 15          | 9           | 8           | 52          | 35          | +17         | Huitièmes de finale Q |
| 1964   | 3e Russie 1 | 9e          | 34          | 32          | 13          | 8           | 11          | 36          | 39          | -3          | Huitièmes de finale Q |
| 1965   | 3e Russie 1 | 2e          | 45          | 34          | 20          | 5           | 9           | 44          | 19          | +25         | —                     |
| 1966   | 2e Groupe 1 | 14e         | 26          | 32          | 8           | 10          | 14          | 20          | 32          | -12         | 128es de finale       |
| 1967   | 2e Groupe 1 | 13e         | 37          | 38          | 13          | 11          | 14          | 30          | 35          | -5          | 64es de finale        |
| 1968   | 2e Groupe 1 | 18e         | 29          | 40          | 8           | 13          | 19          | 30          | 59          | -29         | 64es de finale        |
| 1969   | 2e Groupe 1 | 10e         | 36          | 38          | 9           | 18          | 11          | 34          | 43          | -9          | —                     |
| 1970   | 3e Zone 1   | 19e         | 31          | 42          | 10          | 11          | 21          | 24          | 51          | -17         | 128es de finale       |
| 1971   | 3e Zone 2   | 5e          | 62          | 38          | 17          | 11          | 10          | 47          | 30          | +17         | —                     |
| 1972   | 3e Zone 2   | 11e         | 49          | 38          | 12          | 13          | 13          | 44          | 38          | +6          | —                     |
| 1973   | 3e Zone 2   | 8e          | 25          | 32          | 11          | 7           | 14          | 41          | 48          | -7          | —                     |
| 1974   | 3e Zone 2   | 17e         | 33          | 40          | 12          | 9           | 19          | 41          | 60          | -19         | —                     |
| 1975   | 3e Zone 2   | 14e         | 25          | 34          | 9           | 7           | 18          | 33          | 63          | -30         | —                     |
| 1976   | 3e Zone 3   | 9e          | 46          | 40          | 17          | 12          | 11          | 50          | 42          | +8          | —                     |
| 1977   | 3e Zone 1   | 9e          | 43          | 40          | 19          | 5           | 16          | 53          | 54          | -1          | —                     |
| 1978   | 3e Zone 1   | 18e         | 33          | 46          | 11          | 11          | 24          | 51          | 74          | -23         | —                     |
| 1979   | 3e Zone 1   | 22e         | 27          | 46          | 8           | 11          | 27          | 34          | 71          | -37         | —                     |
| 1980   | 3e Zone 1   | 15e         | 24          | 36          | 10          | 4           | 22          | 30          | 47          | -17         | —                     |
| 1981   | 3e Zone 1   | 5e          | 40          | 32          | 17          | 6           | 9           | 47          | 28          | +19         | —                     |
| 1982   | 3e Zone 5   | 8e          | 30          | 30          | 13          | 4           | 13          | 45          | 44          | +1          | —                     |
| 1983   | 3e Zone 5   | 17e         | 20          | 32          | 6           | 8           | 18          | 38          | 64          | -26         | —                     |
| 1984   | 3e Zone 5   | 1er         | 52          | 34          | 25          | 2           | 7           | 77          | 44          | +33         | —                     |
| 1985   | 3e Zone 5   | 11e         | 27          | 30          | 12          | 3           | 15          | 41          | 50          | -9          | —                     |
| 1986   | 3e Zone 5   | 13e         | 24          | 30          | 9           | 6           | 15          | 34          | 45          | -11         | 64es de finale        |
| 1987   | 3e Zone 5   | 3e          | 43          | 34          | 20          | 3           | 11          | 56          | 33          | +23         | —                     |
| 1988   | 3e Zone 5   | 11e         | 29          | 34          | 11          | 7           | 16          | 40          | 46          | -6          | —                     |
| 1989   | 3e Zone 5   | 4e          | 56          | 42          | 23          | 10          | 9           | 75          | 51          | +24         | 32es de finale        |
| 1990   | 3e Ouest    | 21e         | 27          | 42          | 7           | 13          | 22          | 42          | 70          | -28         | —                     |
| 1991   | 4e Zone 6   | 5e          | 57          | 42          | 24          | 9           | 9           | 72          | 45          | +27         | 64es de finale        |

#### Période russe
| Saison    | Championnat | Championnat | Championnat | Championnat | Championnat | Championnat | Championnat | Championnat | Championnat | Championnat | Coupe de Russie     |
| Saison    | Division    | Pos         | Pts         | J           | V           | N           | D           | BP          | BC          | Diff        | Coupe de Russie     |
| --------- | ----------- | ----------- | ----------- | ----------- | ----------- | ----------- | ----------- | ----------- | ----------- | ----------- | ------------------- |
| 1992      | 3e Zone 4   | 1er         | 56          | 38          | 24          | 8           | 6           | 78          | 27          | +51         | —                   |
| 1993      | 2e Ouest    | 4e          | 53          | 42          | 22          | 9           | 11          | 67          | 44          | +23         | 32es de finale      |
| 1994      | 2e          | 3e          | 62          | 42          | 26          | 10          | 6           | 89          | 41          | +48         | Seizièmes de finale |
| 1995      | 2e          | 1er         | 92          | 42          | 29          | 5           | 8           | 83          | 30          | +53         | 32es de finale      |
| 1996      | 1re         | 7e          | 46          | 34          | 12          | 10          | 12          | 44          | 35          | +9          | Seizièmes de finale |
| 1997      | 1re         | 9e          | 49          | 34          | 11          | 16          | 7           | 38          | 33          | +5          | Seizièmes de finale |
| 1998      | 1re         | 15e         | 32          | 30          | 7           | 11          | 12          | 32          | 43          | -11         | Huitièmes de finale |
| 1999      | 2e          | 5e          | 74          | 42          | 22          | 8           | 12          | 60          | 37          | +23         | Seizièmes de finale |
| 2000      | 2e          | 12e         | 51          | 38          | 15          | 6           | 17          | 40          | 46          | -6          | Huitièmes de finale |
| 2001      | 2e          | 17e         | 39          | 34          | 11          | 6           | 17          | 35          | 51          | -16         | 32es de finale      |
| 2002      | 3e Ouest    | 1er         | 108         | 38          | 35          | 3           | 0           | 109         | 20          | +89         | 32es de finale      |
| 2003      | 2e          | 7e          | 64          | 42          | 18          | 10          | 14          | 58          | 49          | +9          | 64es de finale      |
| 2004      | 2e          | 20e         | 39          | 42          | 10          | 9           | 23          | 37          | 60          | -23         | 32es de finale      |
| 2005      | 3e Ouest    | 1er         | 78          | 32          | 24          | 6           | 2           | 55          | 13          | +42         | 32es de finale      |
| 2006      | 2e          | 14e         | 55          | 42          | 14          | 13          | 15          | 41          | 56          | -15         | 64es de finale      |
| 2007      | 2e          | 15e         | 54          | 42          | 14          | 12          | 16          | 53          | 49          | +4          | 32es de finale      |
| 2008      | 2e          | 7e          | 65          | 42          | 17          | 14          | 11          | 43          | 34          | +9          | Seizièmes de finale |
| 2009      | 2e          | 9e          | 52          | 38          | 14          | 10          | 14          | 41          | 42          | -1          | Huitièmes de finale |
| 2010      | 2e          | 15e         | 43          | 38          | 11          | 10          | 17          | 38          | 47          | -9          | Huitièmes de finale |
| 2011-2012 | 2e          | 15e         | 59          | 48          | 14          | 17          | 17          | 42          | 54          | -12         | 32es de finale      |
| 2011-2012 | 2e          | 15e         | 59          | 48          | 14          | 17          | 17          | 42          | 54          | -12         | 32es de finale      |
| 2012-2013 | 2e          | 5e          | 50          | 32          | 14          | 8           | 10          | 40          | 33          | +7          | Seizièmes de finale |
| 2013-2014 | 2e          | 9e          | 54          | 36          | 14          | 12          | 10          | 39          | 31          | +8          | 32es de finale      |
| 2014-2015 | 2e          | 15e         | 37          | 34          | 8           | 13          | 13          | 25          | 37          | -12         | Seizièmes de finale |
| 2015-2016 | 2e          | 17e         | 44          | 38          | 11          | 11          | 16          | 37          | 47          | -10         | 32es de finale      |
| 2016-2017 | 2e          | 14e         | 42          | 38          | 9           | 15          | 14          | 25          | 35          | -10         | 32es de finale      |
| 2017-2018 | 2e          | 5e          | 64          | 38          | 19          | 7           | 12          | 44          | 35          | +9          | 32es de finale      |
| 2018-2019 | 2e          | 16e         | 42          | 38          | 10          | 12          | 16          | 38          | 52          | -14         | Seizièmes de finale |
| 2019-2020 | 2e          | 6e          | 43          | 27          | 12          | 7           | 8           | 34          | 23          | +11         | Huitièmes de finale |
| 2020-2021 | 2e          | 5e          | 73          | 42          | 22          | 7           | 13          | 49          | 35          | +14         | 64es de finale      |
| 2021-2022 | 2e          | 10e         | 58          | 38          | 14          | 16          | 8           | 51          | 30          | +21         | Quarts de finale    |
| 2022-2023 | 2e          | 2e          | 67          | 34          | 18          | 13          | 3           | 56          | 30          | +26         | 32es de finale      |

### Bilan européen
Le Baltika participe à sa seule et unique compétition européenne en 1998, année qui le voit prendre part à la Coupe Intertoto. Faisant son entrée au premier tour, il parvient à défaire largement le club bulgare du Spartak Varna sur le score de 5-1 avant de vaincre les Slovaques de l'OD Trenčín à l'issue d'une confrontation plus serrée qui s'achève sur une victoire 1-0. Il tombe cependant à l'issue du troisième tour face à l'équipe yougoslave du Vojvodina Novi Sad, qui l'emporte largement chez elle sur le score de 4-1 lors du match aller, un résultat que le Baltika ne parvient pas à renverser malgré une victoire 1-0 à domicile à l'issue du match retour.
Note : dans les résultats ci-dessous, le score du club est toujours donné en premier.
| Saison | Compétition     | Tour           | Club               | Domicile | Extérieur | Total |
| ------ | --------------- | -------------- | ------------------ | -------- | --------- | ----- |
| 1998   | Coupe Intertoto | Premier tour   | Spartak Varna      | 4 - 0    | 1 - 1     | 5 - 1 |
| 1998   | Coupe Intertoto | Deuxième tour  | OD Trenčín         | 0 - 0    | 1 - 0     | 1 - 0 |
| 1998   | Coupe Intertoto | Troisième tour | Vojvodina Novi Sad | 1 - 0    | 1 - 4     | 2 - 4 |

Légende
- Victoire ou qualification pour le tour suivant
- Match nul
- Défaite ou élimination de la compétition

## Personnalités

### Entraîneurs
La liste suivante présente les différents entraîneurs du club depuis 1955.
- Piotr Zakharov (1955)
- Piotr Katrovski (1957-août 1958)
- Vladimir Chtcherbinski (août 1958-1961)
- Viktor Kirch (1962)
- Vladislav Kharevitch (1963-1964)
- Viktor Kirch (1965-1967)
- Viktor Novikov (1968)
- Ivan Morgounov (août 1969-décembre 1969)
- Vladimir Soloviov (1970-1974)
- Dmitri Reznik (1975)
- Alekseï Tchesnokov (1976-1977)
- Aleksandr Antipov (1978)
- Albert Lifchits (1979)
- Guennadi Perevalov (1980-1983)
- Anatoli Ivanov (1984-1987)
- Djemal Silagaze (1988)
- Guennadi Sarytchev (1989)
- Alekseï Tchesnokov (janvier 1990-juillet 1990)
- Iouri Bondarev (juillet 1990-décembre 1990)
- Iouri Vassenine (janvier 1991-mai 1992)
- Korneï Chperling (juillet 1992-décembre 1993)
- Anatoli Ivanov (1994)
- Leonid Tkatchenko (janvier 1995-novembre 1998)
- Vladimir Dergatch (janvier 1999-août 1999)
- Anatoli Ivanov (août 1999-décembre 1999)
- Viktor Karmane (janvier 2000-mai 2001)
- Sergueï Savtchenko (juin 2001-décembre 2001)
- Benjaminas Zelkevičius (janvier 2002-novembre 2003)
- Sergueï Boutenko (janvier 2004-avril 2004)
- Andreï Siomine (mai 2004-janvier 2005)
- Leonid Tkachenko (janvier 2005-janvier 2007)
- Aleksandr Ignatenko (janvier 2007-septembre 2007)
- Fiodor Chtcherbatchenko (septembre 2007-mars 2008)
- Zourab Sanaïa (mars 2008-mai 2009)
- Leonid Tkachenko (juin 2009-mars 2010)
- Ivan Liakh (mars 2010-juin 2010)
- Leonid Tkachenko (juin 2010-janvier 2011)
- Sergueï Frantsev (février 2011-juin 2011)
- Ievgueni Perevertaïlo (juillet 2011-décembre 2014)
- Sergei Yuran (décembre 2014-mai 2015)
- Khazret Dychekov (juin 2015-mai 2016)
- Aleksandr Gorbatchiov (mai 2016-septembre 2016)
- Ihor Zakhariak (septembre 2016-février 2017)
- Igor Tcherevtchenko (février 2017-mai 2018)
- Valeri Nepomniachi (juin 2018-septembre 2018)
- Igor Lediakhov (septembre 2018-décembre 2018)
- Ievgueni Kalechine (janvier 2019-septembre 2021)
- Sergueï Ignachevitch (octobre 2021-juin 2024)
- Andreï Talalaïev (depuis septembre 2024-)

### Joueurs emblématiques
Les joueurs internationaux suivants ont joué pour le club. Ceux ayant évolué en équipe nationale lors de leur passage au Baltika sont marqués en gras.
- Sergueï Chvetsov
- Oleg Sergueïev
- Maksim Bouznikine
- Alexandre Chechoukov
- Nikita Chernov
- Viatcheslav Daïev
- Andreï Fedkov
- Lioubomir Kantonistov
- Ievgueni Kharlatchiov
- Andreï Kondrachov
- Pavel Pogrebniak
- Igor Portniaguine
- Dmitri Stotski
- Vladislav Lemish
- Artak Aleksanyan
- Aram Voskanyan
- Robert Zebelyan
- Emin Agayev
- Gurban Gurbanov
- Aslan Kerimov
- Dmitri Kramarenko
- Yuri Muzika
- Vassili Baranov
- Sergueï Gerasimets
- Aleksandr Klimenko
- Andreï Lavrik
- Vladimir Makovski
- Valeri Shantalosov
- Iouri Choukanov
- Maksim Skavych
- Sergueï Vekhtev
- Taavi Rähn
- Zaza Janashia
- Zviad Jeladze
- Levan Mikadze
- Tengiz Sichinava
- Renat Dubinskiy
- Dmitri Galich
- Dmitri Liapkine
- Maksim Nizovtsev
- Aleksandr Skliarov
- Aleksandrs Koļinko
- Mihails Miholaps
- Igors Troickis
- Aleksejs Višņakovs
- Maksims Rafaļskis
- Artūrs Zjuzins
- Vidas Alunderis
- Vytautas Apanavičius
- Ričardas Beniušis
- Orestas Buitkus
- Rolandas Džiaukštas
- Andrius Jokšas
- Kestutis Kumza
- Viktoras Olšanskis
- Goran Maznov
- Valeriu Andronic
- Wýaçeslaw Krendelew
- Oleksandr Pomazun
- Vladyslav Prudius
- Serhiy Shyshchenko
- Dmytro Topchiev
- Andrei Fyodorov
- Maksim Shatskikh
- Andrei Vlasichev

## Historique des logos

1997-1999, 2005-2018, depuis 2019.
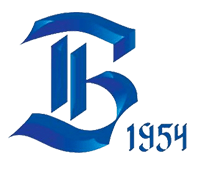
2018-2019.

## Stade
Le club jouait ses rencontres à domicile au Stade Baltika depuis 1954. Il déménage en avril 2018 dans l'Arena Baltika, située sur l'île Oktiabrski. Il s'agît d'un des stades construits pour accueillir la Coupe du monde de football de 2018. Sa capacité est de 35 212 spectateurs.

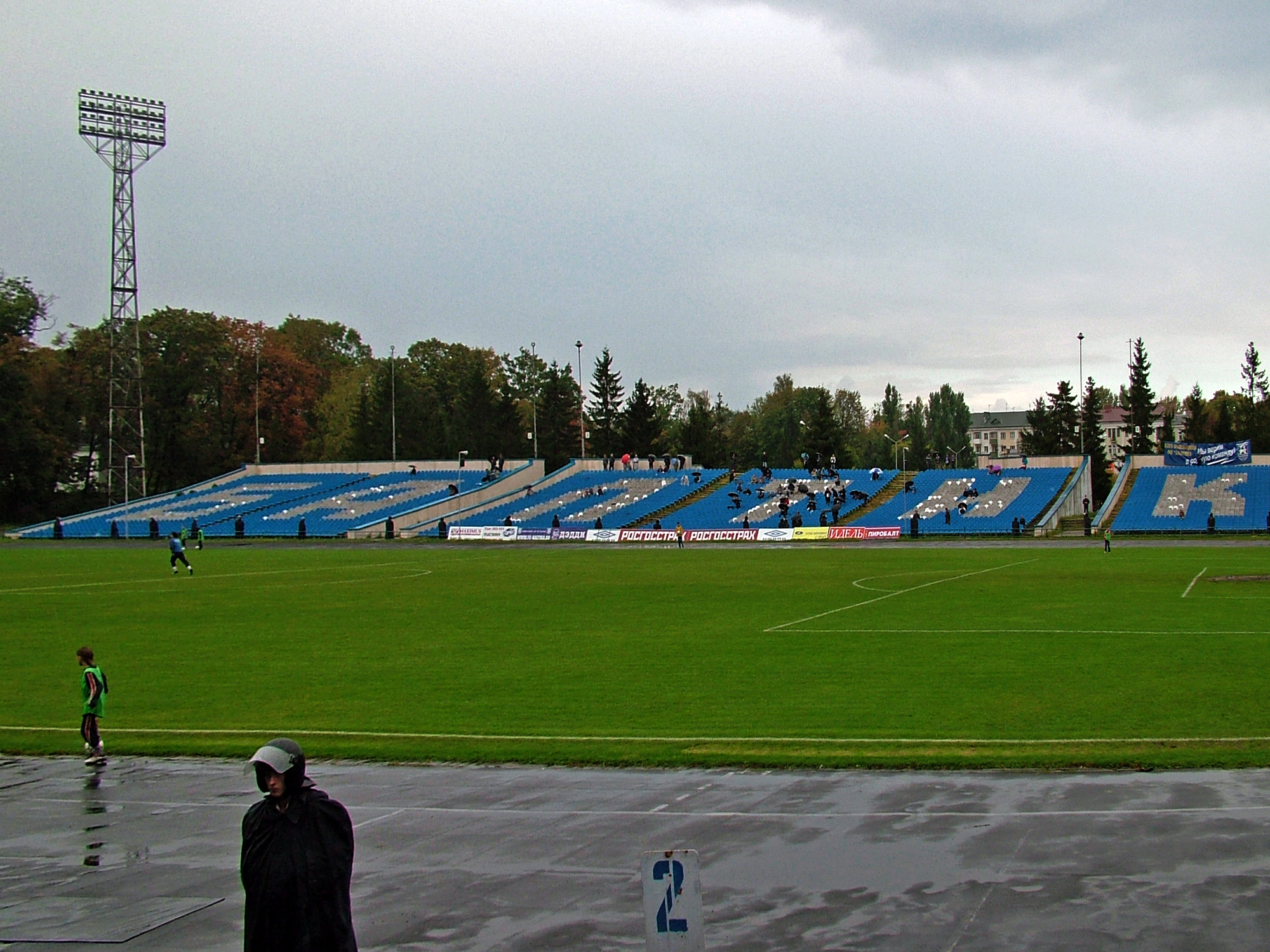
1954-2018
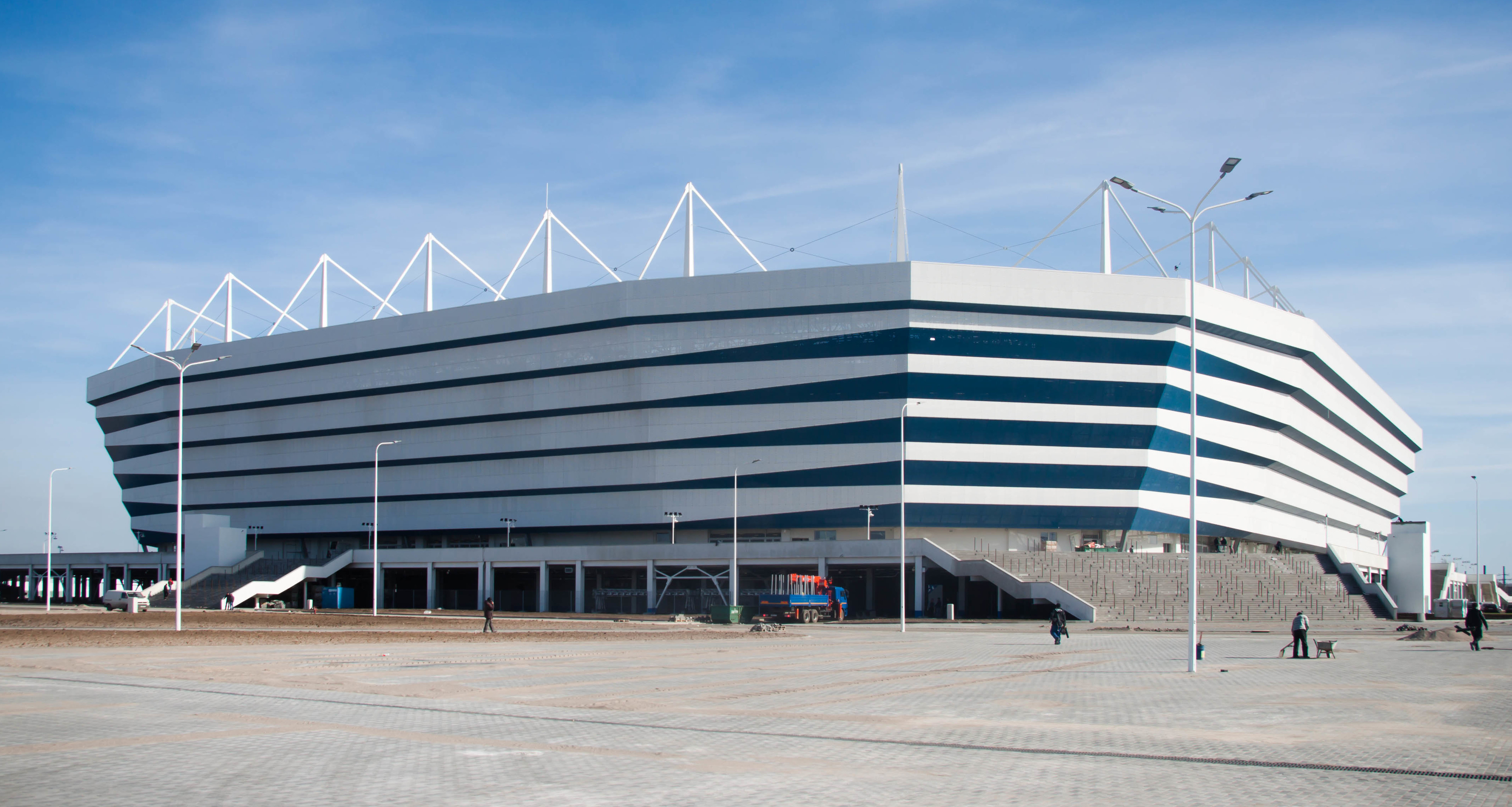
Depuis 2018